# Ключ 88
| 父                     | 父        | 父        |
| ---------------------- | --------- | --------- |
| 87                     | 88        | 89        |
| Піньінь:               | fù        | fù        |
| Чжуїнь:                | ㄈㄨˋ     | ㄈㄨˋ     |
| Вейд-Джайлз:           | fu4       | fu4       |
| Ютпхін:                | fu2, fu6  | fu2, fu6  |
| Он:                    |           |           |
| Кун:                   |           |           |
| Кандзі:                | 父 chichi | 父 chichi |
| Хун:                   | 아비 abi  | 아비 abi  |
| Им:                    | 부 bu     | 부 bu     |
| Індекс у Вікісловнику: | 父        | 父        |

Ключ 88 — ієрогліфічний ключ, що означає батько і є одним із 34 (загалом існує 214) ключів Кансі, що складаються з чотирьох рисок.
У Словнику Кансі 10 символів із 40 030 використовують цей ключ.

## Символи, що використовують ключ 88

Як писати ієрогліф.

| без додаткових | 爻 |
| 5 додаткових   | 爼 |
| 7 додаткових   | 爽 |
| 10 додаткових  | 爾 |